# Château de Lutzelhardt
Le château de Lutzelhardt se situe dans la commune française d'Obersteinbach et le département du Bas-Rhin. Il a fait l’objet d’un classement au titre des monuments historiques par arrêté du 6 décembre 1898.

## Histoire
Le château est construit au milieu du XIIIe siècle pour protéger la seigneurie de Bitche. Il devient encore plus important après la fondation vers 1135 de l'abbaye de Sturzelbronn, choisie pour devenir le lieu de sépulture des ducs de Lorraine. Il s'agit d'un château semi-troglodytique.

## Édifice
Le donjon du XIIIe siècle et les vestiges du logis seigneurial sont encore visibles.

## Accès
À la sortie du village d'Obersteinbach, sur la route de Bitche, prendre le chemin avant la maison forestière de Lutzelhardt puis suivre le sentier du Club vosgien balisé de rectangle jaune.

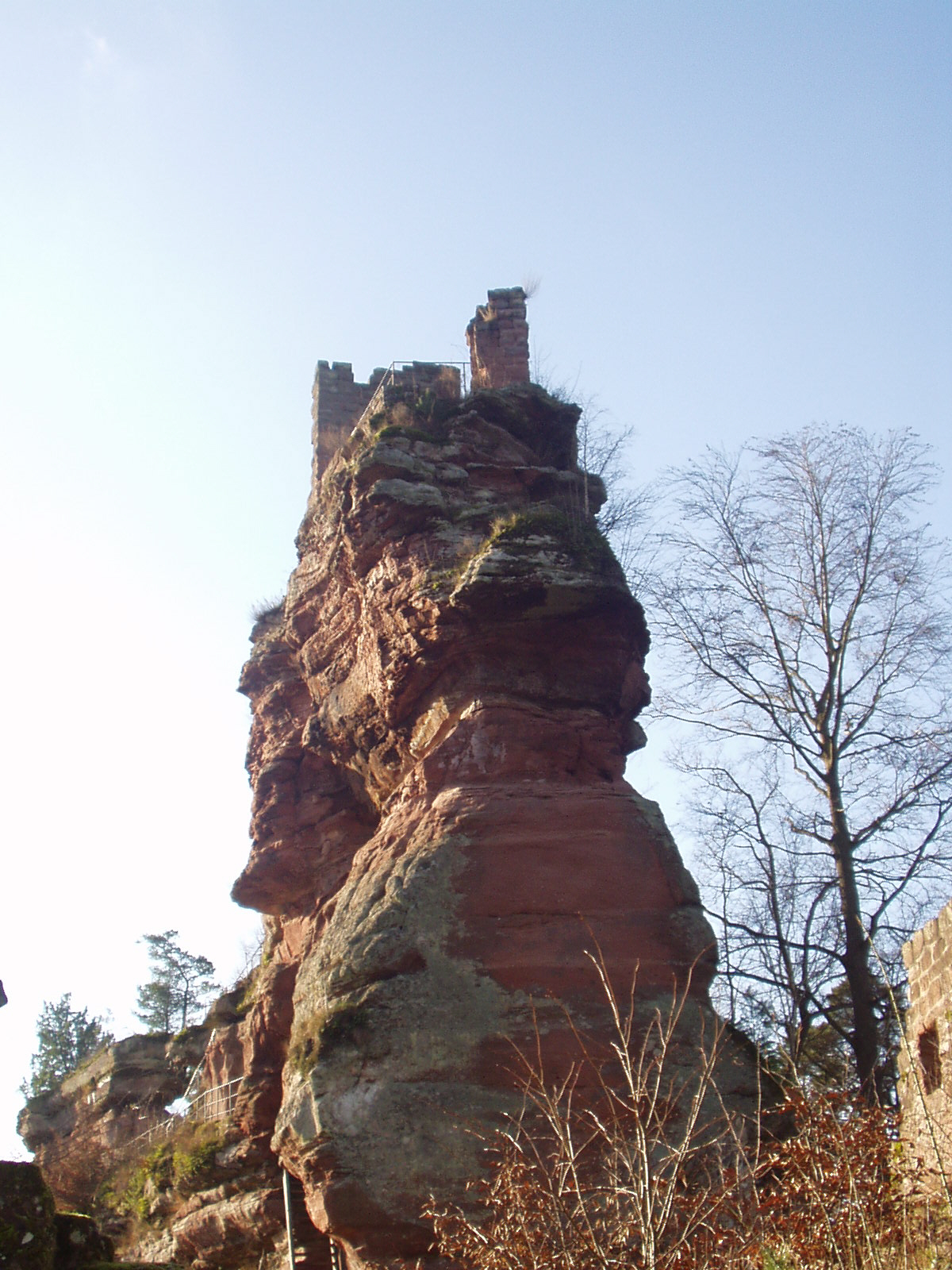
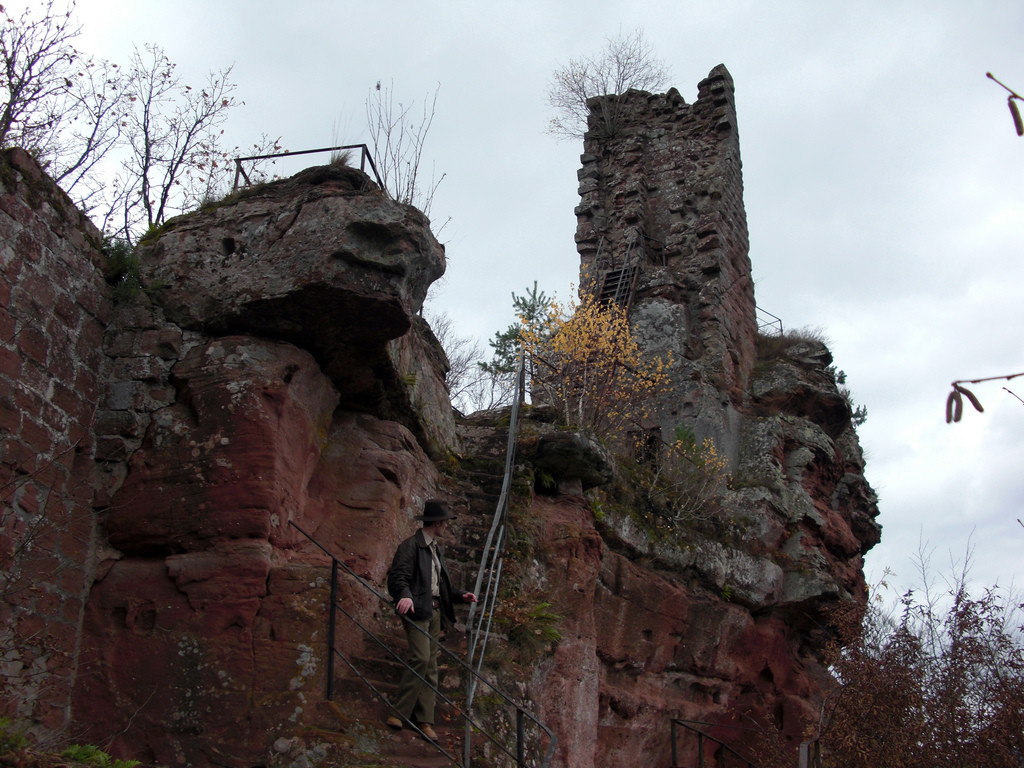
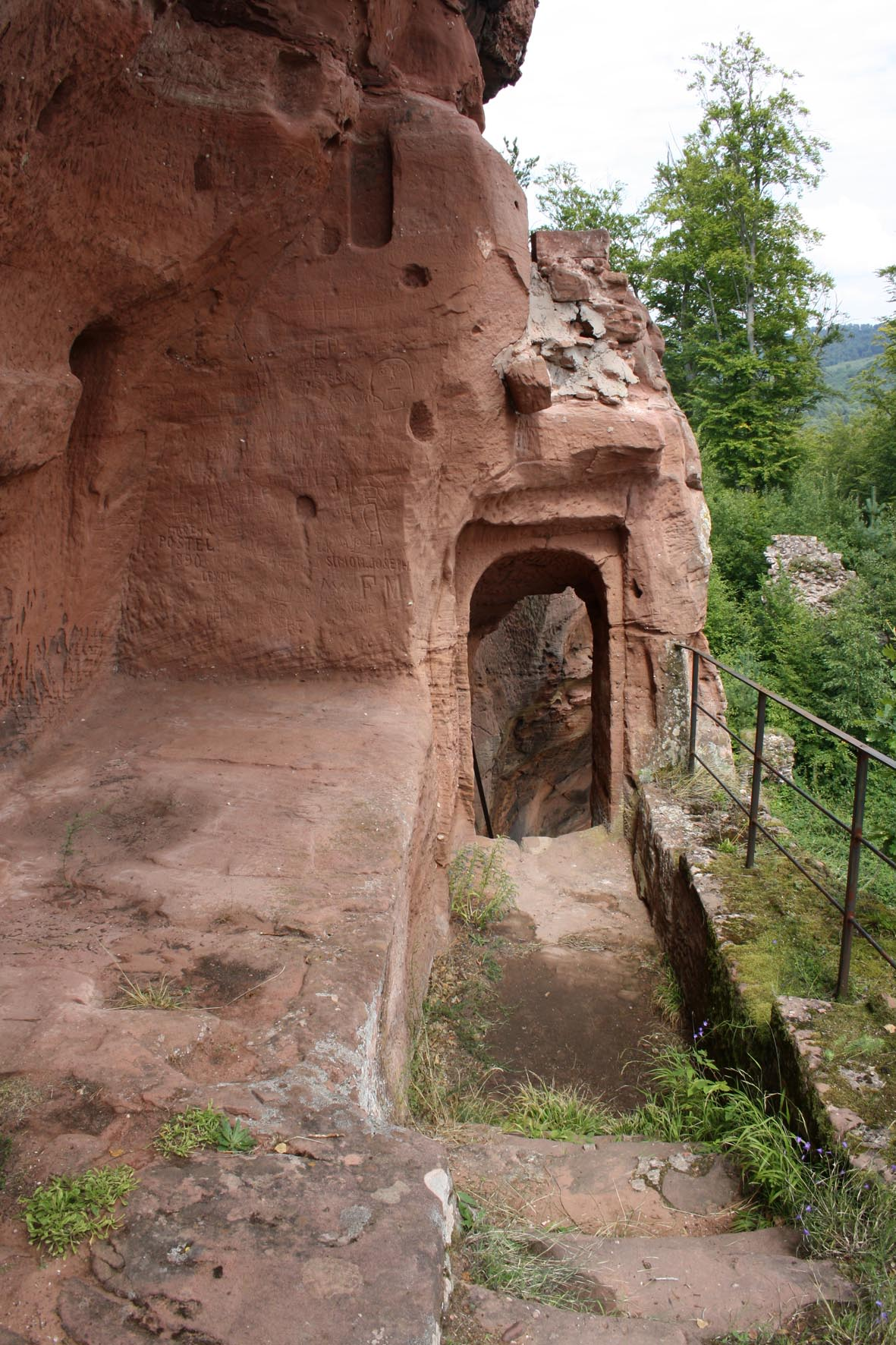